# Galbarra
Galbarra es un concejo del municipio de Lana en la Comunidad Foral de Navarra (España). Se sitúa en la salida del valle de Lana en dirección a Estella por la carretera NA-7240, y es la capital administrativa de su municipio. A su lado pasa el río Gastiáin. Tenía 36 habitantes en 2023. 
La iglesia, dedicada a San Pedro, es románica, con reformas del siglo XVI. Este santo es el patrón del pueblo, y las fiestas en su honor se celebran a finales de junio. Tiene consultorio médico, frontón, fuente pública y una casa rural (Casa Landa). 

## Topónimo
El nombre deriva de la palabra vasca galbar «calvo». Puede llamarse así porque en origen sería un terreno sin árboles, o bien porque lo habitase una persona apodada «el Calvo».
En documentos antiguos el nombre aparece como: Galuarra (c.1100, 1257, 1350, 1366, NEN); Galbarrai (1532, NEN); Galbarray (1591, NEN).

## Población
| 2009 | 2010 | 2011 | 2012 | 2013 | 2014 | 2015 | 2016 |
| ---- | ---- | ---- | ---- | ---- | ---- | ---- | ---- |
| 49   | 50   | 48   | 46   | 46   | 45   | 43   | 42   |

Fuente: Gobierno de Navarra.

## Economía
Tiene adjudicado 1/4 de la facería 36 y, junto con los concejos vecinos de Ulíbarri y Viloria, 1/3 de la facería 38.

## Personajes célebres
- Joaquín Osés de Alzúa (1755-1823): arzobispo de Cuba en 1803.